# Vallentuna församling
Vallentuna församling är en församling i Roslags kontrakt i Stockholms stift. Församlingen ligger i Vallentuna kommun i Stockholms län. Församlingen utgör ett eget pastorat.

## Administrativ historik
Församlingen har medeltida ursprung. 
Församlingen utgjorde till 1962 ett eget pastorat för att sedan till 2006 vara moderförsamling i pastoratet Vallentuna, Markim, Orkesta och Frösunda. Församlingen utökades 2006 då Frösunda församling, Markims församling och Orkesta församling införlivades.

## Medlemsantal
| 2009 | 18 573 | 74,8% |
| 2010 | 18 768 | 73,4% |
| 2011 | 18 811 | 72%   |
| 2012 | 18 866 | 71%   |
| 2013 | 18 786 | 70%   |
| 2014 | 18 767 | 68,9% |
| 2015 | 18 698 | 67,9% |

Notering:
Statistik ifrån Vallentuna Församlings tidning - Kyrknyckeln.

## Kyrkobyggnader
- Vallentuna kyrka
- Frösunda kyrka
- Markims kyrka
- Orkesta kyrka